# Wyciąg zimny
Wyciąg zimny – forma sporządzania leku ziołowego w postaci roztworu, do którego składniki czynne z surowca zielarskiego są ekstrahowane zimną lub letnią wodą i pozostawiane na jakiś czas, aby do wody przedostały się różne rozpuszczalne w niej substancje. Postępuje się tak, aby przy podgrzewaniu nie tracić niektórych cennych składników lub nie wprowadzić do roztworu innych, niepotrzebnych, np. tłuszczów.